# Samsung Galaxy S III Mini
Il Samsung Galaxy S III Mini è uno smartphone prodotto da Samsung Electronics, annunciato a ottobre 2012 e commercializzato a partire da novembre dello stesso anno. È disponibile in vari colori.

## Caratteristiche tecniche
Le specifiche tecniche del Galaxy S III Mini includono un display da 4 pollici Super AMOLED, processore dual-core da 1 GHz con 1 GB di RAM, una videocamera posteriore da 5 megapixel e una frontale VGA per videochiamate o fotografie autoritratto. Il dispositivo ha una stima di durata di carica della batteria (modalità d'attesa) di circa 420 ore. Il dispositivo in origine era equipaggiato con Android 4.1.1 Jelly Bean ma successivamente Samsung ha reso disponibile l'aggiornamento alla versione 4.1.2 (Jelly Bean). Altre caratteristiche includono TouchWiz Skin di Samsung, S Voice, messaggistica istantanea ChatON, Smart alert, Buddy Photo Share, Pop up play, S Suggests, Video Hub, Game Hub 2.0, e la tecnologia S Beam (S Beam è disponibile solo sui modelli GT-I8190N a cui è stata aggiunta la tecnologia NFC). È stato ufficialmente ritirato dal commercio a luglio 2014.

## Versioni

### Galaxy S III Mini
L'11 ottobre 2012 Samsung annuncia il Galaxy S III Mini GT-I8190 e GT-I8190N (modello con NFC), uno smartphone di fascia medio-bassa con schermo da 4 pollici Super Amoled (800x480p). Le caratteristiche di questo dispositivo sono più limitate rispetto a quelle di S III. Esso monta una CPU ST-Ericsson ed Android 4.1.1, può essere aggiornato ufficialmente solo fino alla versione 4.1.2. Rimane invece invariato il quantitativo di RAM a disposizione (sempre 1 GB) mentre la batteria è da 1500 mAh. Non supporta connessione HDMI tramite adattatore MHL.

### Galaxy S III Mini VE
All'inizio del 2014 Samsung lancia il Samsung Galaxy S III Mini VE GT-i8200N. Esteticamente lo smartphone è uguale al Galaxy S III Mini, ma differisce per alcune caratteristiche tecniche: monta un processore dual-core Marvell PX988 Cortex-A9 da 1.2 GHz, nativamente utilizza il sistema operativo Android 4.2.2 Jelly Bean, e a differenza di S III Mini è dotato di connettività HSPA+. Non supporta connessione HDMI tramite adattatore MHL.

## Differenze con il Galaxy S III
Principali differenze rispetto al modello Galaxy SIII:
|                       |                       | Galaxy S III Mini                             | Galaxy S III                                     |
| --------------------- | --------------------- | --------------------------------------------- | ------------------------------------------------ |
| Display               | Display               | 4 pollici Risoluzione 800x480 pixel (233 ppi) | 4.8 pollici Risoluzione 1280x720 pixel (306 ppi) |
| CPU                   | CPU                   | Dual core da 1 GHz                            | Quad core da 1,4 GHz                             |
| Fotocamera            | Principale            | 5 MP Filmati HD a 720p No sensore luminosità  | 8 MP Filmati HD a 1080p Sensore luminosità       |
| Fotocamera            | Frontale              | 0,3 MP (VGA)                                  | 1,9 MP                                           |
| Archiviazione interna | Archiviazione interna | 8/16/32 GB MicroSD 32 GB max                  | 16/32/64 GB MicroSD 64 GB max                    |
| Connettività          | Connettività          | 3G                                            | 3G                                               |
| Batteria              | Batteria              | 1500 mAh                                      | 2100 mAh                                         |
| Massa                 | Massa                 | 112 gr                                        | 133 gr                                           |
| Dimensioni            | Dimensioni            | 63 x 122 x 9.6 mm                             | 71 x 137 x 8.6 mm                                |